# الرتب في فنون القتال

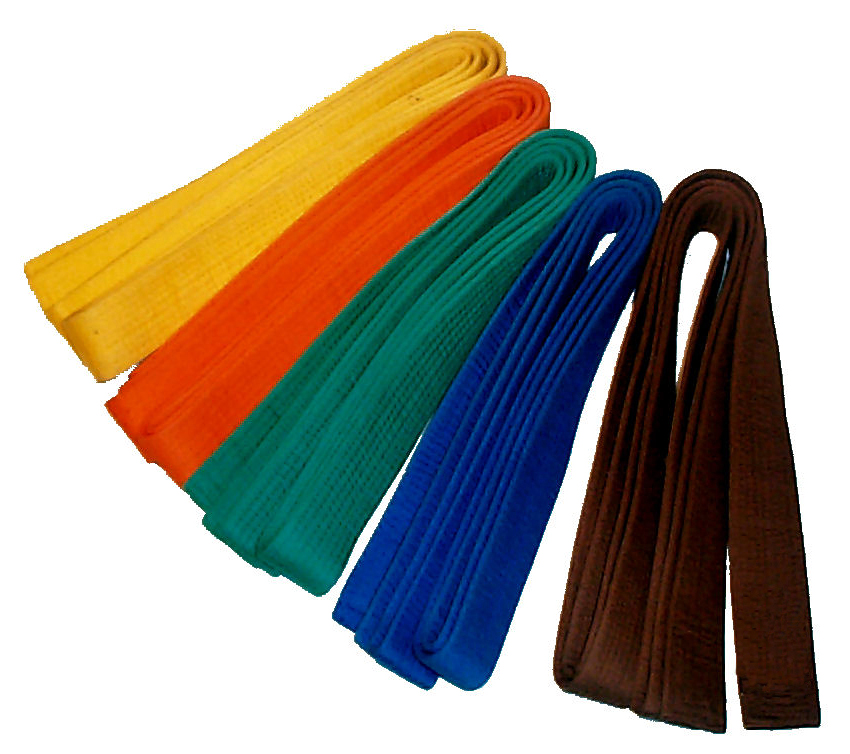

## تعريف
يشار  إلى الدرجات و الرتب  في الفنون القتالية (بودو) بالأحزمة ويشار إلى الحزام الأسود بأول دان (رتبة) ثم بألقاب خاصة بالرتب العالية بعد دان الخامسة و السابعة و العاشرة بحسب نوع الفن القتالي و هي : رونشي و كيوشي و هانشي، و رتبة شيهان في الأيكيدو، و في الجوجوتسو بعد الدرجة الخامسة، ثم بعدها درجة سينسي.
| الحزام الأبيض    |
| الحزام الأصفر    |
| الحزام البرتقالي |
| الحزام الأخضر    |
| الحزام الأزرق    |
| الحزام البني     |
| الحزام الأسود    |

## الجودووالكاراتيه
- الحزام الأبيض : 6 كيو (Kyū)
- الحزام الأصفر : 5 كيو
- الحزام البرتقالي : 4 كيو
- الحزام الأخضر : 3 كيو
- الحزام الازرق : 2 كيو
- الحزام البني : 1 كيو
- الحزام الأسود من 1 إلى 5 دان (رتبة)
- الحزام الأبيض و الأحمر : من 6 إلى 8 دان
- الحزام الأحمر : من 9 إلى 10 دان
- الحزام أبيض واسع: اختاره بعض المعلمين بعد 10  دان، وسيلة للاحتفال الانتهاء من دورة. الحزام الأبيض يرمز أن حاملها هو التعلم باستمرار.

بعض أندية الجودو، أحزمة متوسطة مع كيو(Kyū) وضعت.
- أبيض و أصفر
- أصفر و برتقالي
- برتقالي و أخضر
- أزرق و أسمر

## مواضيع ذات صلة
- دان (رتبة)
- رونشي
- كيوشي
- هانشي
- شيهان
- سينسي
- ماجين (Meijin)